# Alexander Mebane
Alexander Mebane (* 26. November 1744 in Hawfields, Alamance County, Province of North Carolina; † 5. Juli 1795 ebenda) war ein US-amerikanischer Politiker. Zwischen 1793 und 1795 vertrat er den Bundesstaat North Carolina im US-Repräsentantenhaus.

## Werdegang
Alexander Mebane wuchs während der britischen Kolonialzeit auf und besuchte die öffentlichen Schulen im Orange County. In den 1770er Jahren schloss er sich der amerikanischen Revolution an. 1776 war er Delegierter auf dem Provinzialkongress für North Carolina. Im selben Jahr war er Friedensrichter in seiner Heimat und ein Jahr später, 1777, leitete er als Sheriff die Polizei im Orange County. In den Jahren 1783 und 1784 war er Revisor im Hillsboro-Distrikt. Außerdem war er 1788 bzw. 1789 Delegierter auf Versammlungen, auf denen über die Verfassung der Vereinigten Staaten beraten wurde. Die Ratifizierung dieser Verfassung wurde 1788 zunächst auf ein Jahr aufgeschoben und erfolgte erst 1789. Mebane war zwischenzeitlich auch Brigadegeneral der Staatsmiliz.
Zwischen 1787 und 1792 saß Mebane als Abgeordneter im Repräsentantenhaus von North Carolina. Er wurde ein Gegner der Bundesregierung unter Präsident George Washington (Anti-Administration). Bei den Kongresswahlen des Jahres 1792 wurde er im vierten Wahlbezirk von North Carolina in das zu diesem Zeitpunkt noch in Philadelphia tagende US-Repräsentantenhaus gewählt, wo er am 4. März 1793 die Nachfolge von William Barry Grove antrat. Bis zum 3. März 1795 konnte er eine Legislaturperiode im Kongress absolvieren. Er starb nur wenige Monate später am 5. Juli 1795 in Hawfields. Der Ort Mebane in North Carolina wurde nach ihm benannt.